# Arioso
Arioso – forma muzyczna pośrednia między recytatywem a arią, jeden z podstawowych współczynników formy opery. Rozwinęła się w stylu bel canto. Johann Sebastian Bach często wprowadzał ariosa w końcowej partii recytatywu.